# OTAふれあいフェスタ

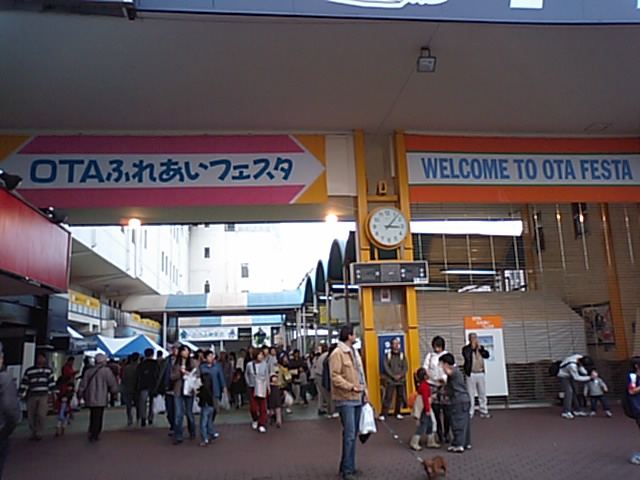
大田フェスタ・水のエリア入口（平和島競艇場正面ゲート）。2007年11月11日撮影。

OTAふれあいフェスタ（おおたふれあいフェスタ）は、東京都大田区平和島一帯で開催される催事である。略称は大田フェスタ（おおたフェスタ）。主催はOTAふれあいフェスタ実行委員会と大田区。

## 概要
区民が集い、楽しみ、触れ合える機会を創り出し、区民の連帯意識を醸成する目的で開催される区民フェスティバルである。1990年より開催しており、例年期間中の来場者合計が20万人を超える。
例年10月若しくは11月の土曜日、日曜日の2日間を利用して、平和島の平和島競艇場、平和島公園、平和の森公園、大森ふるさとの浜辺公園を使用して行われる。各会場はそれぞれ「水のエリア」「太陽のエリア」「緑のエリア」「ふるさとの浜辺エリア」として設定し、各種イベント、物産販売、模擬店の出店など様々な催し物が行われる。
特に模擬店・物産販売は大田区にある様々な企業、商店街、さらには大田区に関係する他の自治体関連団体や羽田空港に乗入れる地方都市の関連団体等も出店し、大変な賑わいを見せる。

## アクセス
- 京急本線平和島駅から徒歩10分。
- JR京浜東北線大森駅東口および蒲田駅東口から無料シャトルバス運行。
- 平和島競艇場の駐車場が利用可能。